# Cuernavaca
Cuernavaca (korábban Cuauhnáhuac) Mexikó Morelos szövetségi államának fővárosa, Cuernavaca község központja. Lakossága 2010-ben megközelítette a 340 000 főt.

## Földrajz

### Fekvése
A város Morelos állam északnyugati részén fekszik, Mexikóvárostól délre, a Vulkáni-kereszthegység és a Déli-Sierra Madre találkozásánál. Mivel Cuernavaca egy vulkán déli-délkeleti lejtőin épült fel, ezért területe északnyugatról délkelet felé folyamatosan lejt, a szélső városrészek között akár 500 méteres magasságbeli különbség is előfordul.

### Éghajlat
A város éghajlata meleg, de nem rendkívül forró, nyáron és az ősz első felében csapadékos. Minden hónapban mértek már legalább 31 °C-os hőséget, de a rekord nem érte el a 40 °C-ot. Az átlagos hőmérsékletek a januári 18,7 és a májusi 23,5 fok között váltakoznak, fagy nem fordul elő. Az évi átlagosan 1264 mm csapadék időbeli eloszlása nagyon egyenetlen: a júniustól szeptemberig tartó 4 hónapos időszak alatt hull az éves mennyiség több mint 80%-a.
| Hónap                                   | Jan. | Feb. | Már. | Ápr. | Máj. | Jún. | Júl. | Aug. | Szep. | Okt. | Nov. | Dec. | Év   |
| --------------------------------------- | ---- | ---- | ---- | ---- | ---- | ---- | ---- | ---- | ----- | ---- | ---- | ---- | ---- |
| Rekord max. hőmérséklet (°C)            | 31,5 | 37,0 | 36,0 | 39,5 | 37,5 | 36,0 | 34,0 | 33,5 | 31,5  | 36,0 | 31,0 | 34,0 | 39,5 |
| Átlagos max. hőmérséklet (°C)           | 25,2 | 26,5 | 28,8 | 30,1 | 29,7 | 27,1 | 26,2 | 26,1 | 25,1  | 25,9 | 25,8 | 25,2 | 26,8 |
| Átlaghőmérséklet (°C)                   | 18,7 | 19,9 | 21,9 | 23,3 | 23,5 | 22,0 | 21,1 | 21,0 | 20,4  | 20,4 | 19,7 | 18,9 | 20,9 |
| Átlagos min. hőmérséklet (°C)           | 12,2 | 13,3 | 15,0 | 16,6 | 17,3 | 16,8 | 16,0 | 15,9 | 15,7  | 14,9 | 13,7 | 12,7 | 15,0 |
| Rekord min. hőmérséklet (°C)            | 3,0  | 5,0  | 6,5  | 10,0 | 11,0 | 10,0 | 11,0 | 10,0 | 10,0  | 9,0  | 3,0  | 5,0  | 3,0  |
| Átl. csapadékmennyiség (mm)             | 14   | 7    | 6    | 16   | 58   | 251  | 267  | 268  | 256   | 100  | 17   | 5    | 1264 |
| Forrás: Servicio Meteorológico Nacional |      |      |      |      |      |      |      |      |       |      |      |      |      |

## Népesség
A település népessége a közelmúltban folyamatosan növekedett:
| Év   | Lakosság |
| ---- | -------- |
| 1990 | 279 187  |
| 1995 | 311 095  |
| 2000 | 327 162  |
| 2005 | 332 197  |
| 2010 | 338 650  |

## Története
Amikor 1519-ben megérkeztek a spanyol hódítók, akkor itt már egy Cuauhnáhuacnak nevezett gazdag város állt.
Itt hunyt el 1980. március 18-án Tamara de Lempicka lengyel emigráns festő, az art déco mestere, aki 1978 óta élt a városban.

## Látnivalók
A város számos történelmi értéke közt az ősi azték és Teotihuacan kultúrák emlékei (például Teopanzolco) mellett a gyarmati korból származó épületeket is láthatunk. Ilyen például a Palacio de Cortés (Cortés palotája) és a világörökség részét képező Nagyboldogasszony-székesegyház. Cuernavacában megtaláljuk a mexikói forradalom történelmi emlékhelyeit is, emellett alkotnak itt fontos mexikói művészek, és megcsodálható sok egyéb látnivaló is.
A városban több nyelviskola működik; az elmúlt 25 évben a világ minden részéből fogadtak a spanyol nyelvet elsajátítani kívánó csoportokat.

## Irodalmi vonatkozása
Malcolm Lowry legismertebb, Vulkán alatt című regénye e városban játszódik.

## Testvértelepülések
- Denver, Colorado, USA
- 2007-ben Szentendre várost is felkeresték testvérvárosi kapcsolat kialakítása céljából, a tárgyalások meg is kezdődtek.[7]
- Minneapolis, Minnesota, USA
- Acapulco, Guerrero, Mexikó